# John Donne

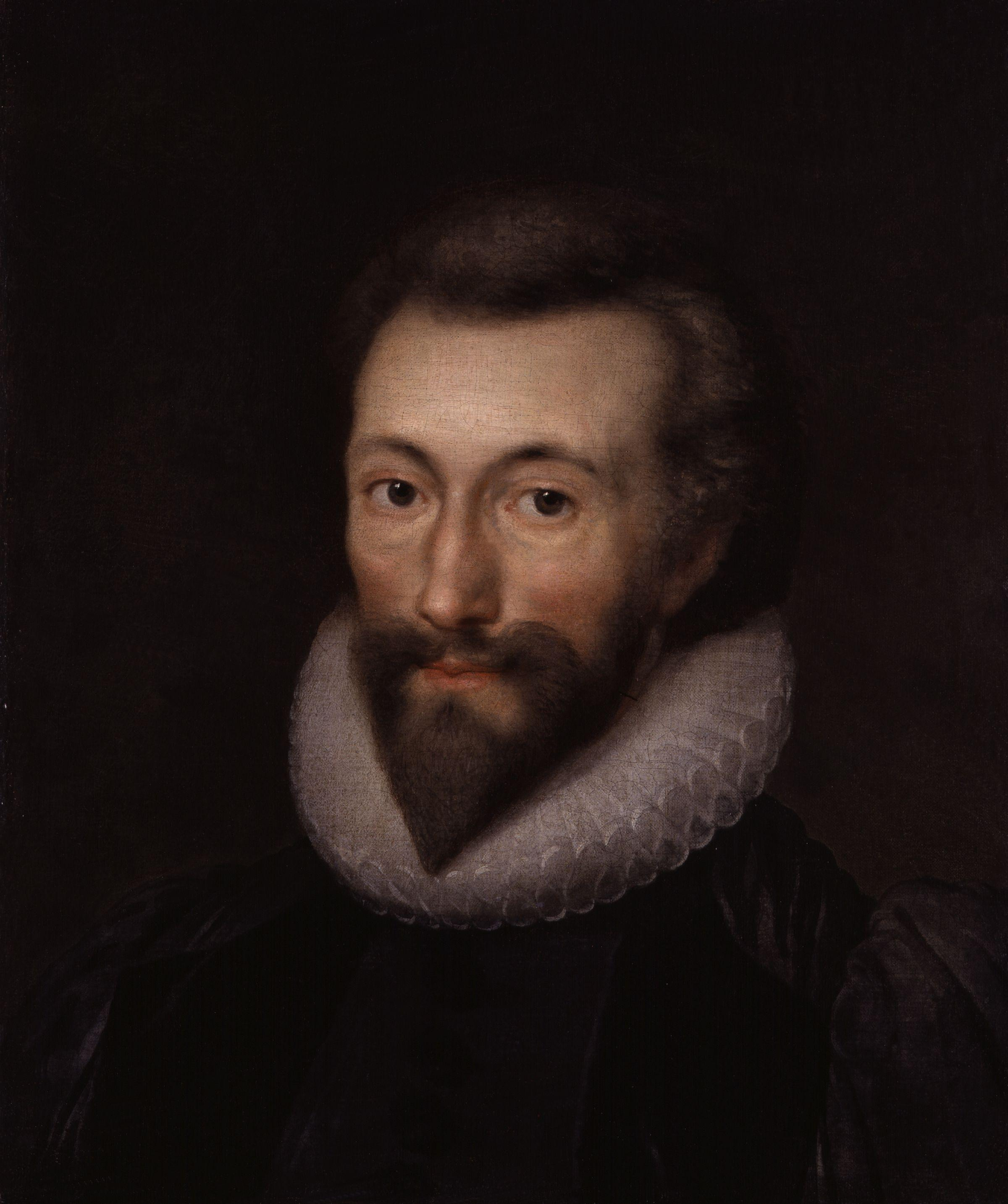
John Donne.

John Donne (engelskt uttal: /ˈdʌn/), född 22 januari 1572 i London, död 31 mars 1631 i London, var en engelsk präst och poet som skrev barocklyrik. Han var dotterson till John Heywood.

## Liv och verk
Efter att ha studerat juridik vid Oxfords universitet och universitetet i Cambridge innehade John Donne olika offentliga ämbeten och var under en period parlamentsledamot. Han konverterade från katolicismen och prästvigdes 1615, vid 43 års ålder, i den anglikanska kyrkan. Han verkade som domprost i Sankt Pauls-katedralen.
I sin ungdom skrev Donne satirer, kärleksdikter, bland annat "The Good-Morrow", och närmast hedonistiska elegier, senare även religiösa dikter, präglade av djupsinne och en mystiskt betonad fromhet men oftast svårfattliga. Han tillhörde de poeter som senare, av bland annat T S Eliot, kom att kallas The Metaphysics – de metafysiska poeterna, på grund av deras upptagenhet av existentiella frågor. De är också kända som Caroline Divines.
Donne var teolog och skrev bland annat begravningsdikter och flera berömda predikningar. Bland de sistnämnda märks främst "Death's duel" och av hans teologiska arbeten märks främst den mot katolicismen riktade "Pseudomartyr". Hans samlade dikter utkom efter hans död i ett stort antal upplagor, bland annat 1633 och 1635. Olika samlingar av Donnes predikningar utkom under och efter hans livstid, bland annat LXXX sermons (1640), med biografi av Izaak Walton.
Några ofta citerade rader av Donne är dessa, ur Devotions upon Emergent Occasions (1623), Meditation XVII:
| ” | Ingen människa är en ö, hel och fullständig i sig själv; varje människa är ett stycke av fastlandet, en del av det hela. Om en jordklump sköljs bort av havet, blir Europa i samma mån mindre, liksom en udde i havet också skulle bli, liksom dina eller dina vänners ägor; varje människas död förminskar mig, ty jag är en del av mänskligheten. Sänd därför aldrig bud för att få veta för vem klockan klämtar; den klämtar för dig. | „ |

Den amerikanske journalisten och romanförfattaren Ernest Hemingway utgick från dessa ord i Klockan klämtar för dig (1940), en skildring av det spanska inbördeskriget.
Donne var en ivrig förkämpe för människans frihet och värdighet.

## Eftermäle
Nedslagskratern Donne på planeten Merkurius är uppkallad efter honom.

## Verk på svenska
- Skabrösa elegier och heliga sonetter (i tolkning och med förord av Gunnar Harding) (Ellerström, 2012)

### Samlingsvolymer
- Erik Blomberg: Engelska dikter (1942)
- Litteraturens klassiker, 7 (1981)
- Litteraturhandboken (1983) s. 403–404